# Obereopsis meridionalis
Obereopsis meridionalis là một loài bọ cánh cứng trong họ Cerambycidae.